# کایل سینگر
کایل سینگر (انگلیسی: Kyle Singler؛ زادهٔ ۴ مهٔ ۱۹۸۸) بازیکن بسکتبال اهل ایالات متحده آمریکا است.

## حرفه
از باشگاه‌هایی که در آن بازی کرده‌است می‌توان به باشگاه بسکتبال کاناریاس، بسکتبال مردان دوک بلو دولز، باشگاه بسکتبال اوبرادویرو، باشگاه بسکتبال رئال مادرید، اکلاهما سیتی تاندر، و دیترویت پیستونز اشاره کرد.

## دستاورد
وی در مسابقات کشوری و بین‌المللی در مجموع برندهٔ ۱ مدال طلا شده‌است.